# Acció Antifeixista

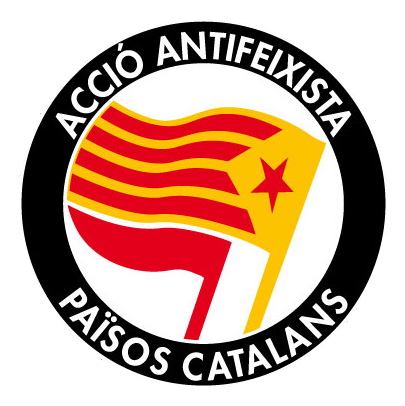
Logo d'Acció Antifeixista (Països Catalans)

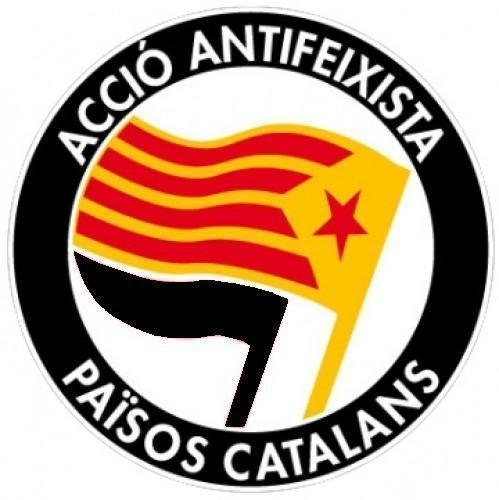
Versió anarquista del logo d'Acció Antifeixista (Països Catalans)

Logo d'Antifascistische Aktie (Països Baixos)

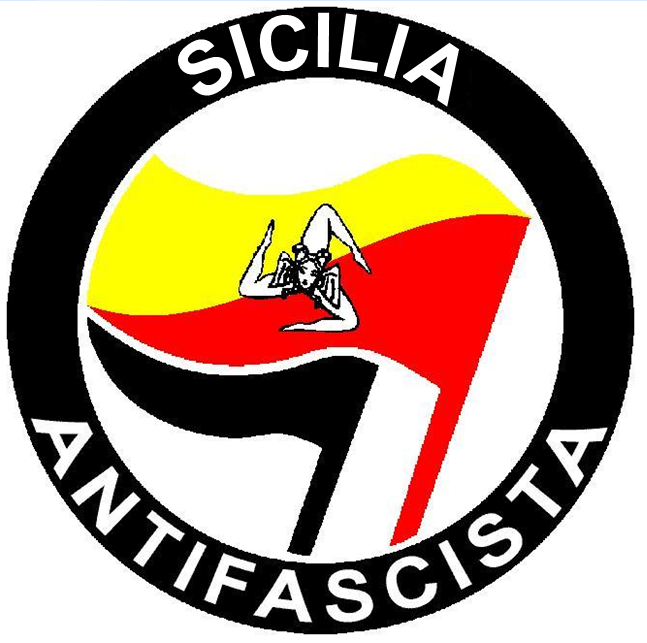
Logo de Sicília Antifeixista (Sicília)

L'acció antifeixista, sovint abreujat com Antifa o AFA, és una xarxa militant revolucionària, d'extrema esquerra i de caràcter antifeixista present a diversos països del món. Pren el seu nom de l'organització alemanya Antifaschistische Aktion i té com a objectiu «aixafar el feixisme en totes les seves formes». Es tracta d'un grup heterogeni compost principalment per activistes comunistes i anarquistes que desitgen reemplaçar el sistema capitalista per una societat sense estat ni classes. Alguns dels seus membres tenen influències de la «teoria de la triple opressió» i en conseqüència s'oposen al sexisme, al racisme i a l'homofòbia.
Entre les activitats d'aquest grup polític destaquen el repartiment de fulls de mà, l'organització de manifestacions i la confrontació física amb els oponents ideològics. Els seus membres consideren que certa quantitat de violència és inevitable en la seva lluita contra el feixisme i el capitalisme. Coherentment amb la seva ideologia, i també com a conseqüència de la constant vigilància policial, el grup prescindeix d'autoritat central, en lloc d'això, s'organitza de forma plataformista. Això significa que s'organitza horitzontalment mitjançant una multitud d'agrupacions independents sense càrrecs ni líders. El paper de l'organització és el d'intercanviar i recopilar informació i coordinar les activitats entre grups locals. AFA col·labora amb altres xarxes antiracistes de tot Europa
El seu símbol comú és l'adaptació de la bandera o logotip antifeixista, sorgit als inicis de la dècada de 1930 per la facció militar d'Antifaschistische Aktion, que pertanyia al Partit Comunista Alemany (KPD).

## Alemanya
El primer moviment alemany que va prendre el nom d'Antifaschistische Aktion va començar l'any 1923, com a part del Roter Frontkämpferbund. El moviment va aconseguir nous seguidors després de ser presentat pel Partit Comunista d'Alemanya en el periòdic Die Rote Fahne el 1932, en resposta a un enfrontament entre parlamentaris nazis i comunistes. Després de la seva dissolució forçosa pels nazis el 1933, el moviment va renéixer durant els anys 1980.

## Suècia
La branca sueca, Antifascistisk Aktion, va ser fundada el 1993 com a resposta al clima de racisme creixent a Suècia i l'augment de la confrontació entre grups feixistes i antifeixistes. AFA ha assumit la responsabilitat d'haver cremat Tråvads spinneri a l'oest del país, propietat de l'ultradretà Curt Linusson, i que feia les funcions de seu de l'organització neonazi Nationalsocialistisk front.
El moviment Antifa de Suècia compta amb un grup de suport i un dokugrupp, que inspecciona a suposats feixistes i les seves activitats.
lguns crítics diuen que el grup no respecta la llibertat d'expressió, ja que alguns membres han atacat feixistes i a altres nacionalistes, així com la casa d'un jutge antiimmigració.

## Dinamarca
L'AFA danesa va ser fundada a Copenhaguen el 1992, després que Henrik Christensen, membre de la Internacional Socialista a Dinamarca, fos assassinat en un atemptat explosiu possiblement perpetrat per terroristes d'extrema dreta.

## Estats Units
A partir de 2016, amb l'arribada al poder de Donald Trump i la proliferació i normalització d'elements neonazis, neofeixistes i supremacistes blancs com l'autoanomenada dreta alternativa (alt-right), el moviment Antifa ha cobrat gran protagonisme als Estats Units. Malgrat no ser una organització en el sentit estricte (i que, segons l'FBI, la major amenaça per a la seguretat nacional nord-americana és precisament el terrorisme d'extrema dreta), el Departament de Seguretat Nacional sota l'administració Trump ha classificat les seves activitats com a terrorisme domèstic.

## Xile
A la regió de Valparaíso existeix el Colectivo Acción Anti-Fascista Valparaíso. El 2018 van donar suport a la vaga portuària de la ciutat de Valparaíso i han expressat unànimement la seva solidaritat amb el Govern veneçolà de Nicolás Maduro.